# Molly Smitten-Downes
Molly Alice Smitten-Downes (Rothley, Leicestershire, 2 de abril de 1985), conocida también como Molly, es una cantautora británica.

## Primeros años
Molly asistió al Our Lady's Convent School en Loughborough, empezando su carrera musical a la edad de ocho años. Ella estudió música en el Leicester College y en la Academia de Música Contemporánea de Guildford, Surrey, donde se formó como pianista.

## Carrera
Un disco acústico llamado Fly Away with Me fue lanzado el 18 de diciembre de 2011. El tema "Shadows", de su autoría, fue muestreado por el artista grime Marger y fue lanzado en iTunes a través de 360 Records el 21 de agosto de 2011. Molly fue la ganadora en la categoría Urban-Pop del concurso Live and Unsigned del año 2012 y también recibió un reconocimiento por Mejor Canción en los Premios "The Best Of British Unsigned Music" por su tema "Lost Generation" en 2013. "Beneath the lights", su colaboración con el productor sueco Anders Hansson, fue lanzado en abril de 2013. "Never forget", su colaboración con el productor hardcore Darren Styles, fue escrita y grabada en 2012.

## Festival de Eurovisión 2014
El 3 de marzo de 2014 la BBC anunció que Molly representaría al Reino Unido en el Festival de la Canción de Eurovisión 2014 con la canción Children of the Universe ("Hijos del universo"). La gran final se celebró en Copenhague el 10 de mayo de 2014. Molly quedó en el puesto 17 con 40 puntos, a pesar de ser una de las favoritas de ese año.